# Martín de Santander
Martín de Santander fue un dramaturgo español del siglo XVI, nacido en Santander, Cantabria.

## Biografía
Martín de Santander fue un comediante contemporáneo de Lope de Vega, autor de la «extraordinaria y rara» Comedia Rosabella (1556). Lope de Vega se refiere a él en el final de Peregrino en su patria (1604), afirmando que representó su comedia La montañesa. Decía de él que es «digno de ser oído y no de menor cuidado e ingenio» que el famoso Antonio de Villegas. También se hace mención de Martín de Santander en las "Tablas poéticas" de Francisco de Cascales (1614-1617), donde se le incluye entre los famosos en el arte histriónico que entonces representaban en la península.

## Obras
- Comedia llamada Rosabella, 1950, Santander